# Nederlandse kampioenschappen schaatsen afstanden 1993 - 1500 meter vrouwen
De Nederlandse kampioenschappen schaatsen afstanden 1993 - 1500 meter vrouwen worden gehouden in januari 1993 in De Scheg in Deventer. 
Titelverdedigster is Sandra Voetelink die de titel pakte tijdens de Nederlandse kampioenschappen schaatsen afstanden 1992

## Uitslag
| #      | Schaatser             | Tijd    |
| ------ | --------------------- | ------- |
| Goud   | Barbara de Loor       | 2.11,72 |
| Zilver | Carla Zijlstra        | 2.12,55 |
| Brons  | Léontine van Meggelen | 2.14,10 |
| 4      | Ingrid van der Voort  | 2.14,69 |
| 5      | Colette Zee           | 2.14,97 |
| 6      | Monique Cammeraat     | 2.15,04 |
| 7      | Tonny de Jong         | 2.15,83 |
| 8      | Sandra 't Hart        | 2.16,16 |
| 9      | Hanneke de Vries      | 2.16,26 |
| 10     | Lia van Schie         | 2.17,05 |
| 11     | Renate Groenewold     | 2.18,12 |
| 12     | Sandra Voetelink      | 2.19,75 |
| DQ     | Marion van Zuilen     | –       |

1987 · 
1988 · 
1989 · 
1990 · 
1991 · 
1992 · 
1993 · 
1994 · 
1995 · 
1996 · 
1997 · 
1998 · 
1999 · 
2000 · 
2001 · 
2002 · 
2003 · 
2004 · 
2005 · 
2006 · 
2007 · 
2008 · 
2009 · 
2010 · 
2011 · 
2012 · 
2013 · 
2014 · 
2015 · 
2016 · 
2017 · 
2018 · 
2019 · 
2020 · 
2021 · 
2022 · 
2023 · 
2024 · 
2025